# Бласко, Грегорио
Грегорио Бласко Санчес (исп. Gregorio Blasco Sánchez; 10 июня 1909, Мундака, Бискайя, Испания — 31 января 1983, Мехико, Мексика) — испанский футболист, вратарь. На родине выступал за футбольные клубы «Асеро» и «Атлетик Бильбао», в Мексике — за «Эускади», «Реал Эспанью» и «Атланте», в Аргентине — за «Ривер Плейт». За девятилетний испанский период карьеры завоевал 8 национальных и 6 региональных командных трофеев; за аналогичный мексиканский период — 5 трофеев в профессиональную эру и 2 — в любительскую, за единственный аргентинский сезон — один трофей. На протяжении восьми лет играл за клуб из Бильбао, где и прославился. Неоднократно признавался лучшим на своей позиции в чемпионате Испании. Первый великий вратарь «Атлетика». После европейского и североамериканского турне в составе сборной Страны Басков, связанного с Гражданской войной в Испании, осел в Мексике, став её гражданином.

## Атлетик Бильбао
Грегорио Бласко начинал играть в футбол полевым игроком, но случайность, а именно небольшая травма, полученная им в двенадцатилетним возрасте, привела его на позицию вратаря. Тот опыт оказался удачным, и с призванием Бласко стало ясно раз и навсегда. В восемнадцать лет он становится игроком футбольной команды «Асеро», выступающей в региональном чемпионате Бискайи. Одного сезона в скромном клубе из Олабеги хватило для того, чтобы талантливый вратарь отправился на повышение в главную команду региона и по совместительству лучшую на тот момент команду Испании — «Атлетик». В частности, произвела впечатление на руководителей бильбаинского клуба вдохновенная игра Бласко именно в матче против «Атлетика». Сезон 1929 Бласко начал в качестве игрока замены, но вскоре стал регулярно появляться на поле и в конце концов закрепился в основе. Во вновь созданном высшем дивизионе чемпионата Испании молодой вратарь дебютировал в первый же день его функционирования, 10 февраля 1929 года, в матче против «Реала» из Сан-Себастьяна (1:1). По итогам сезона 1929/30 пропустил наименьшее количество мячей в чемпионате и стал вторым вратарём в истории, признанным (пост-фактум) обладателем Трофея Саморы; в дальнейшем дважды становился лучшим вратарём испанского чемпионата. Чемпионский титул в сезоне 1929/30 стал первым и для «Атлетика», и для Грегорио Бласко. До начала Гражданской войны клуб из Бильбао трижды выигрывал чемпионат и четырежды — национальный кубок. Блистательная карьера Бласко оборвалась, когда тому едва исполнилось двадцать семь лет. Он в третий раз стал лучшим вратарём Испании, сравнявшись по этому показателю с Рикардо Саморой, и следом началась Гражданская война. Она покончила не с одной успешной футбольной карьерой; поставила она точку и в истории легендарной команды «Атлетика» 1930-х гг. В 1936 году Грегорио Бласко, как и многие другие лучшие испанские футболисты своего времени, присоединился к сборной Страны Басков, направляющейся в благотворительное турне по Европе и Советскому Союзу.

На поле — шесть мячей. Тренировались по линиям. Защита с полузащитой отрабатывали короткие и длинные передачи. Пасы преимущественно по земле, точные, в одно касание. Нападающие разыгрывали угловые, комбинировали. Вратари, Бласко и Эгустиса, тренировали друг друга. Затем, став в круг по четыре человека, баски затеяли бесконечные перепасовки головой. Мяч долго не опускался на землю. Под конец сладкое блюдо — удары по воротам Бласко. Полузащитники метров с 30 вколачивали мячи в самые уязвимые точки. Нападающие поражали цель с места, с лета, с хода всеми разрешенными правилами частями тела. Тренировались гости весело, с шутками-прибаутками. Забитые мячи сопровождались едкими комментариями в адрес голкипера. Не часто Бласко получал возможность ответить тем же, но в тех редких случаях, когда мячи разминались с воротами, он мастерски разыгрывал миниатюрные пантомимы: демонстративно позевывал или изображал спящего, громко при этом похрапывая. Игру Бласко оценил спецкор киевской спортивной газеты «ГПО»: «Вратаря такого класса мы ещё не видели. Мертвая хватка очень сильных направленных ударов. А навесы на ворота, наоборот, отбивал только кулаком и очень точно своему игроку». Затаив дыхание, следили найти спецы за каждым движением гостей. Постепенно лица наблюдателей становились все серьёзнее и сосредоточеннее, а когда начался обстрел защищаемого Бласко объекта, и вовсе помрачнели.— Летопись Акселя Вартаняна

Константин Щегоцкий в своих мемуарах приводит рассказ тренера Вальяно. Перед игрой с «Динамо» до Москвы долетела трагическая весть: в предместье Бильбао фашисты убили отца, мать и двоих детей вратаря. Несчастный Бласко, обхватив голову руками, катался по полу, искусал в кровь губы, но на матч вышел и сыграл здорово.— Летопись Акселя Вартаняна
После захвата франкистами Бильбао басконская команда отправилась в Северную Америку, где и продолжилась клубная карьера большинства футболистов, не принявших падение республики.

## Мексика — Аргентина — Мексика
Сезон 1938/39 в тогда ещё любительском чемпионате Мексики Грегорио Бласко отыграл за «Эускади» — то есть за реорганизованную в футбольный клуб всё ту же сборную Страны Басков. После первого совместного мексиканского сезона изгнанники из Испании, вполне обжившиеся и устроившиеся в новой стране, упразднили «Эускади» и разошлись кто куда. Бласко стал игроком футбольного клуба «Реал Эспанья», одного из наиболее титулованных в Мексике на тот момент. После чемпионского сезона 1939/40 Бласко решил попытать счастья в Южной Америке и двинулся в Буэнос-Айрес. В составе одного из лучших аргентинских клубов, «Ривер Плейта», Бласко не закрепился. Более того, несмотря на то, что он позиционировался единственным вратарём главной команды «миллионеров», Бласко был отчислен в резерв. При этом, однако, ретроспективно итоги столь кратковременного — два неполных сезона 1940 и 1941: менее одного календарного года, — и, в, известной степени, скандального пребывания Бласко в контексте аргентинской футбольной культуры рассматриваются скорее положительными. Пользу, в конечном счёте, извлекли обе стороны: благодаря привнесённому Грегорио Бласко и качественно новому для Аргентины прочтению роли вратаря претерпела значительные трансформации футбольная традиция данной страны, а сам футболист, покинув берега Ла-Платы прежде окончания победного для «Ривер Плейта» сезона 1941 года, тем не менее, вошёл в историю в том числе и в качестве победителя аргентинского национального чемпионата.
Проведя 18 матчей за основную команду без пяти минут чемпиона Аргентины и ещё 6 поединков — за его резерв, вписав себя в легенды аргентинского футбола в качестве первого вратаря в перчатках, Грегорио вернулся в Мехико и продолжил успешно играть за «Эспанью». В составе «Реала» Бласко ещё раз выиграл любительский чемпионат Мексики; не остались «испанцы» в стороне и после перехода мексиканского футбола на профессиональный уровень: в сезонах 1943/44 и 1944/45 «Эспанья» последовательно выиграла Кубок Мексики и чемпионат. В персональной комнате трофеев испанского вратаря — ещё и два титула Чемпиона чемпионов, аналогичного Суперкубку. К слову, при Бласко королевский клуб выиграл не только первое в своей истории «профессиональное» чемпионство, но и последнее; не только первый национальный кубок, но и последний; не только первый «суперчемпионский» титул, но и последний. Можно сказать, что эпоха Бласко для «Эспаньи» стала ещё и исключительной эпохой побед; с уходом именитого вратаря фактически ушла в прошлое и футбольная команда. В 1946 году Бласко подписывает контракт с «Атланте», но в одном из первых матчей за новый клуб получает серьёзную травму кисти, из-за которой пропускает практически весь сезон. В 1947 году, после окончания сезона, ставшего для «Атланте» чемпионским, 38-летний Грегорио Бласко завершил карьеру игрока и вошёл в тренерский штаб клуба, где и работал до середины 1950-х гг.

## В сборной
За национальную сборную Испании Грегорио Бласко дебютировал 30 ноября 1930 года в матче против Португалии (1:0). До 1936 года включительно принял участие ещё в четырёх международных матчах.

## Награды и достижения
Командные
 Атлетик Бильбао
- Чемпион Испании: (4) 1929/30, 1930/31, 1933/34, 1935/36
- Обладатель Кубка Короля: (2) 1930, 1931
- Обладатель Кубка Президента Республики: (2) 1932, 1933
- Чемпион Бискайи: (5) 1928/29, 1930/31, 1931/32, 1932/33, 1933/34
- Обладатель Кубка Страны Басков: (1) 1934/35

 Реал Эспанья
- Чемпион Мексики: (1) 1944/45
- Чемпион Мексики (допрофессиональный период): (2) 1939/40, 1941/42
- Обладатель Кубка Мексики: (1) 1943/44
- Чемпион чемпионов: (2) 1944, 1945

 Ривер Плейт
- Чемпион Аргентины: (1) 1941

 Атланте
- Чемпион Мексики: (1) 1946/47

Личные
- Обладатель Трофея Саморы: (3) 1929/1930, 1933/1934, 1935/1936